# Sylvie Marks

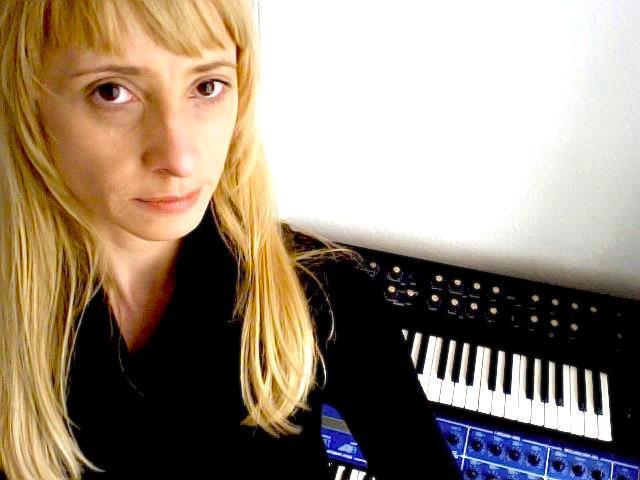
Sylvie Marks im Studio

Sylvie Marks (* 1. Januar 1968) ist eine deutsche Produzentin von elektronischer Musik und DJ.

## Leben
Marks erhielt in ihrer Jugend in den 1970er Jahren eine klassische Musikausbildung, unter anderem am Klavier.
Nach ersten Erfahrungen in einer Band produzierte sie 1989 ein erstes Mixtape. Anfang der 1990er Jahre professionalisierte sie ihre DJ-Karriere und trat unter anderem im Frankfurter Techno-Club Dorian Gray. Sie war der erste weibliche Resident DJ Dorian Gray. Im Exil in Koblenz, im Babalu in München und im Kölner Space Club, E-Werk (Berlin) und Tresor (Berlin) trat sie ebenfalls auf. Im Dorian Gray hatte sie ihre eigene Veranstaltungsreihe mit dem Namen Brain Beats. Sie spielte auf zahlreichen Raves wie z. B. MayDay 1995 Dove of Peace Hanomag Hallen Hannover 1996 Love Parade 1996.
Auch in den Radiosendungen wie der Hr3 Clubnight und dem Frankfurter Radio X war sie vertreten.
Im Jahr 1992 erschienen erste Veröffentlichungen, darunter zwei EPs gemeinsam mit dem Frankfurter Produzenten Peter Kuhlmann als Synsyl auf FAX +49-69/450464. Im folgenden Jahr gründete Marks ihr eigenes Label Self Made Studios.
1996 erschien ihr Remix für Marushas Single Secret beim Label Low Spirit.
Ab 1999 gab es eine Zusammenarbeit mit Hal9000 und Veröffentlichungen auf den Label Hal9000.
Ab 2001 folgten Veröffentlichungen beim Berliner Label BPitch Control.
Im Jahr 2003 steuerte sie die Vocals zum Track Spinach Girl von Agoria bei.
Marks’ im Jahr 2004 ebenfalls bei BPitch Control veröffentlichtes Debütalbum Krazeee entstand als Koproduktion mit Hal9000, mit dem Marks seit 1998 wiederholt zusammenarbeitete.

## Diskographie

### Alben
- 2004: Hal 9000 feat. Sylvie Marks – Krazeee (BPitch Control)

### Singles und EPs
- 1992: Synsyl – Synsyl (FAX +49-69/450464)[3]
- 1993: Synsyl – Synsyl 2 (FAX +49-69/450464)[3]
- 1995: Sylvie Marks – Row Of Houses (Tanjobi)
- 1996: Sylvie Marks – Sexy EP (Save The Vinyl)
- 1999: Sylvie Marks & Hal9000 (Hal9000 10)
- 2000: Sylvie Marks & Hal9000 - Baby, Take Me A Little Bit Higher  (Hal9000 14)
- 2000: Sylvie Marks & Hal9000 - Wonderfull (Hal9000 15)
- 2001: Sylvie Marks & Hal9000 - 2001 (Hal9000 2001)
- 2001: Sylvie Marks – Baby Take Me A Little Bit Higher (BPitch Control)
- 2002: Hal 9000 feat. Sylvie Marks – No Way Back EP (Freu_nd)
- 2002: Hal 9000 feat. Sylvie Marks – Bad Woman Meets Zen On The Street (BPitch Control)
- 2002: Hal 9000 feat. Sylvie Marks – We Electric (BPitch Control)
- 2003: Agoria feat. Sylvie Marks – Spinach Girl (Different)
- 2004: Sylvie Marks & Hal9000 - Traumwelt Wachwelt (Hal9000 21)
- 2004: Hal 9000 feat. Sylvie Marks – Krazeee (Remixe) (BPitch Control)
- 2004: Hal 9000 feat. Sylvie Marks – Traumwelt Wachwelt (Hal 9000)
- 2005: Hal 9000 feat. Sylvie Marks – My Computer Eats An Acid Trip (Remixes) (BPitch Control)
- 2007: Blondes Gift – Moonman EP	 (555ltd.)[4]
- 2009: Sylvie Marks – Planets EP (Gemini Recordings)
- 2015:  Sylvie Marks & Jonzon Berlin - (ZUSE 001)
- 2018: Sylvie Marks & HAL 9000 - The Analogue Circles Vol.1   K001
- 2021: Robert Görl & Sylvie Marks - Nur Noch Einer (Grönland Records)